# Piotr Kryk
Piotr Kryk (ur. 25 kwietnia 1945 w Kobylnicy Wołoskiej) – duchowny greckokatolicki, egzarcha apostolski Niemiec i Skandynawii w latach 2001–2021. 

## Życiorys
Syn Hryhorija i Anny Feszczyny. W 1947 roku podczas „Akcji Wisła”, wraz z rodzicami był przesiedlony do wsi Harsz na Mazurach. Szkołę średnią ukończył w Giżycku. W 1964 roku wstąpił do wyższego seminarium duchownego w Olsztynie. W latach 1965–1967 odbywał zasadniczą służbę wojskową. Od 1967 roku kontynuował formację w wyższym seminarium duchownym w Warszawie. Po ukończeniu studiów, 6 sierpnia 1971 roku, przyjął święcenia kapłańskie z rąk bpa Władysława Miziołka. Był duszpasterzem w licznych parafiach na Warmii i Dolnym Śląsku. 
W latach 1979–2000 roku był proboszczem parafii greckokatolickiej we Wrocławiu. Był także dziekanem wrocławsko-legnickim. W 1992 roku został podniesiony do godności mitrata, a w 1996 roku kanonika greckokatolickiej kapituły przemyskiej.
W 1996 roku mianowany dziekanem polowym Wojska Polskiego dla katolików obrządku bizantyjsko-ukraińskiego i konsultorem greckokatolickiego biskupa przemyskiego. Następnie protosynkel greckokatolickiej diecezji wrocławsko-gdańskiej.
20 listopada 2000 roku został mianowany greckokatolickim egzarchą apostolskim Niemiec i Skandynawii. Chirotonię biskupią otrzymał 3 lutego 2001 roku w Monachium.
18 lutego 2021 papież Franciszek przyjął jego rezygnację z pełnionej funkcji.

## Odznaczenia
- Order Księcia Jarosława Mądrego V klasy (2006) – za znaczący osobisty wkład w umacnianie międzynarodowego autorytetu Ukrainy, popularyzację historycznych i współczesnych walorów narodu ukraińskiego, aktywny udział w życiu społeczności ukraińskiej za granicą[2]